# Tonelaje de peso muerto

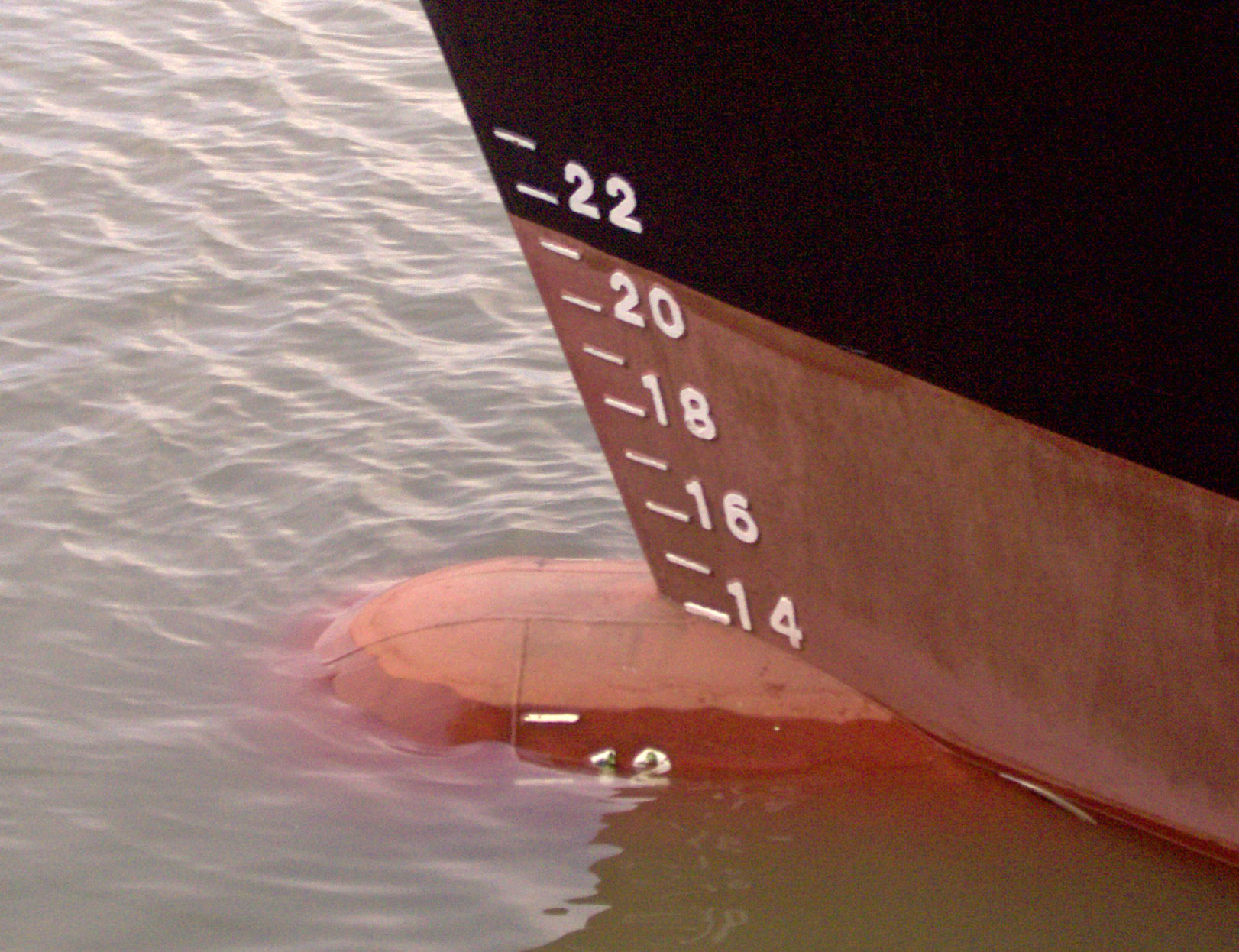
Marcas de flotación en el casco del buque.

El tonelaje de peso muerto, TPM, tonelaje de porte bruto o DWT (acrónimo del término en inglés Deadweight tonnage), es la medida para determinar la capacidad de carga sin riesgo de una embarcación, cuyo valor se expresa en toneladas, normalmente especificado en "toneladas métricas" para diferenciar con otras medidas usadas en comercio internacional como la tonelada corta. Como se ve por las unidades empleadas, en realidad se refiere a la masa, no al peso. También es la forma de medir el tamaño de una flota, como la suma del DWT de cada una de las unidades que la compongan.

## Definición
Consiste en la suma de las masas (en lenguaje cotidiano, los pesos) que transporta un buque, e incluye el cargamento, el combustible propio del buque, las provisiones, el agua dulce para consumo humano, el agua de lastre, la tripulación, los pasajeros y sus equipajes.

## Usos
El término se usa frecuentemente para indicar el máximo peso muerto, es decir su tonelaje de peso muerto cuando el barco se encuentra completamente cargado, de modo que su francobordo esté en el punto de sumersión. Este porte bruto es la diferencia entre el desplazamiento de un buque a plena carga y el desplazamiento en rosca (buque vacío propiamente dicho).
TPM =Δmax - Δrosca 
Así mismo se define como porte neto de un buque mercante o tonelaje de porte neto a la capacidad de carga de mercancías que abonan un flete de transporte.
El porte bruto y el porte neto de un buque son parámetros que se miden en unidades de masa y no deben confundirse con el tonelaje de arqueo bruto y neto que son parámetros de volumen por los que se afora la capacidad de carga de un mercante.   
En el vocabulario naviero se designan como «de poco porte» o «de porte menor» las embarcaciones menores de unas 1000 t de peso muerto (areneros, pesqueros menores, yates, barcazas, etc.) La cifra no es exacta, pero las regulaciones de algunos países lo especifican. Los buques que superan ese valor se conocen como «buques de porte» o, si son muy grandes, «buques de gran porte».